# Bahnhof Börßum
Der Bahnhof Börßum liegt in der Gemeinde Börßum, Landkreis Wolfenbüttel (Niedersachsen). Er war im späten 19. und frühen 20. Jahrhundert ein bedeutender Eisenbahnknoten, in dem die Eisenbahnstrecken aus den Bahnhöfen Braunschweig, Bad Harzburg, Kreiensen, Helmstedt und Wasserleben zusammentrafen.
Die Strecken von Jerxheim und Wasserleben sind stillgelegt. Heute existieren der Haltepunkt Börßum der Deutschen Bahn an der Bahnstrecke Braunschweig–Bad Harzburg sowie der Bahnhof Börßum WTB der Tourismus und Warnetalbahn GmbH an der Bahnstrecke Börßum–Kreiensen, der nur noch im Museumsverkehr genutzt wird. Beide Betriebsstellen sind nicht mehr miteinander verbunden.

## Beschreibung
Der Bahnhof Börßum steht als Ganzes („Baudenkmal Gruppe“) unter Denkmalschutz. Das Empfangsgebäude und die Bahnsteigüberdachung sind durch das Niedersächsische Amt für Denkmalpflege als Einzeldenkmale ausgewiesen.
Empfangsgebäude
Durch die Errichtung der Bahnstrecken Oschersleben–Jerxheim–Börßum und Börßum–Kreiensen bis 1856 entstand eine national bedeutende Ost-West-Route, die von Berlin über Börßum und Kreiensen nach Frankfurt am Main führte. Aus diesem Anlass wurde im Jahr 1856 das Börßumer Empfangsgebäude im Rahmen der Neukonzeption Börßums zum Eisenbahnknoten von einem Braunschweiger Architekten namens Ebeling errichtet. Das Bahnhofsgebäude besitzt zwei Geschosse und wurde im Rundbogenstil errichtet. Es handelt sich um einen symmetrisch gegliederten Sandsteinbau, der im oberen Geschoss durch Mittelrisalit geprägt ist.
Börßums Bahnhofsgebäude ist in seinem historischen Aussehen erhalten geblieben. Es diente mehrfach als Kulisse für Filmproduktionen, wie Tadellöser und Wolff und Das Wunder von Lengede.
Das Empfangsgebäude wurde zwischen 2013 und 2017 für rund 3,5 Millionen Euro umfassend saniert. Es wurde barrierefrei umgebaut und die Gebäudeinfrastruktur modernisiert. Die Verwaltung der Samtgemeinde Oderwald, die Polizeistation Börßum und ein Unternehmen bezogen das historische Gebäude nach Abschluss der Sanierung.

## Geschichte
1840 wurde Börßum an der Bahnstrecke Braunschweig–Bad Harzburg, der ersten deutschen Staatseisenbahnstrecke, an das Schienennetz angebunden. Später entwickelte sich der Bahnhof zum Eisenbahnknoten folgender Strecken:
- Braunschweig–Bad Harzburg über Vienenburg
- Börßum–Kreiensen über Salzgitter-Bad
- Jerxheim–Börßum mit Anschluss nach Magdeburg über Oschersleben
- Wasserleben–Börßum über Hornburg und Osterwieck

Mit der Eröffnung der Bahnstrecke von Börßum zum Bahnhof Jerxheim am 1. Juli 1868, die als erste Bahnstrecke in Deutschland direkt zu ihrer Eröffnung zweigleisig ausgelegt wurde, wurde Börßum mehrere Jahre zu einem national bedeutenden Eisenbahnknoten. Ebenfalls im Jahr 1868 wurde im Bahnhof Börßum das erste in Deutschland hergestellte Mechanische Stellwerk errichtet. Die hierüber verlaufende Ost-West-Verbindung war im Deutsch-Französischen Krieg 1870/71 essenziell.
Durch die Fertigstellung der effizienteren Bahnstrecken Berlin–Lehrte (1871) und Braunschweig–Magdeburg (1872) schwand die Bedeutung von Börßum im Passagierverkehr. Im Güterverkehr war der Bahnhof aber bis zum Ende des Zweiten Weltkrieges bedeutend.
Von den ehemals 30 parallelen Gleisen des historischen Eisenbahnknotens sind fast alle restlos abgebaut. Gleis 1 und 2 liegen an der Strecke nach Bad Harzburg, die von der Deutschen Bahn betrieben wird, und bilden nur noch einen Haltepunkt.
Sanierung

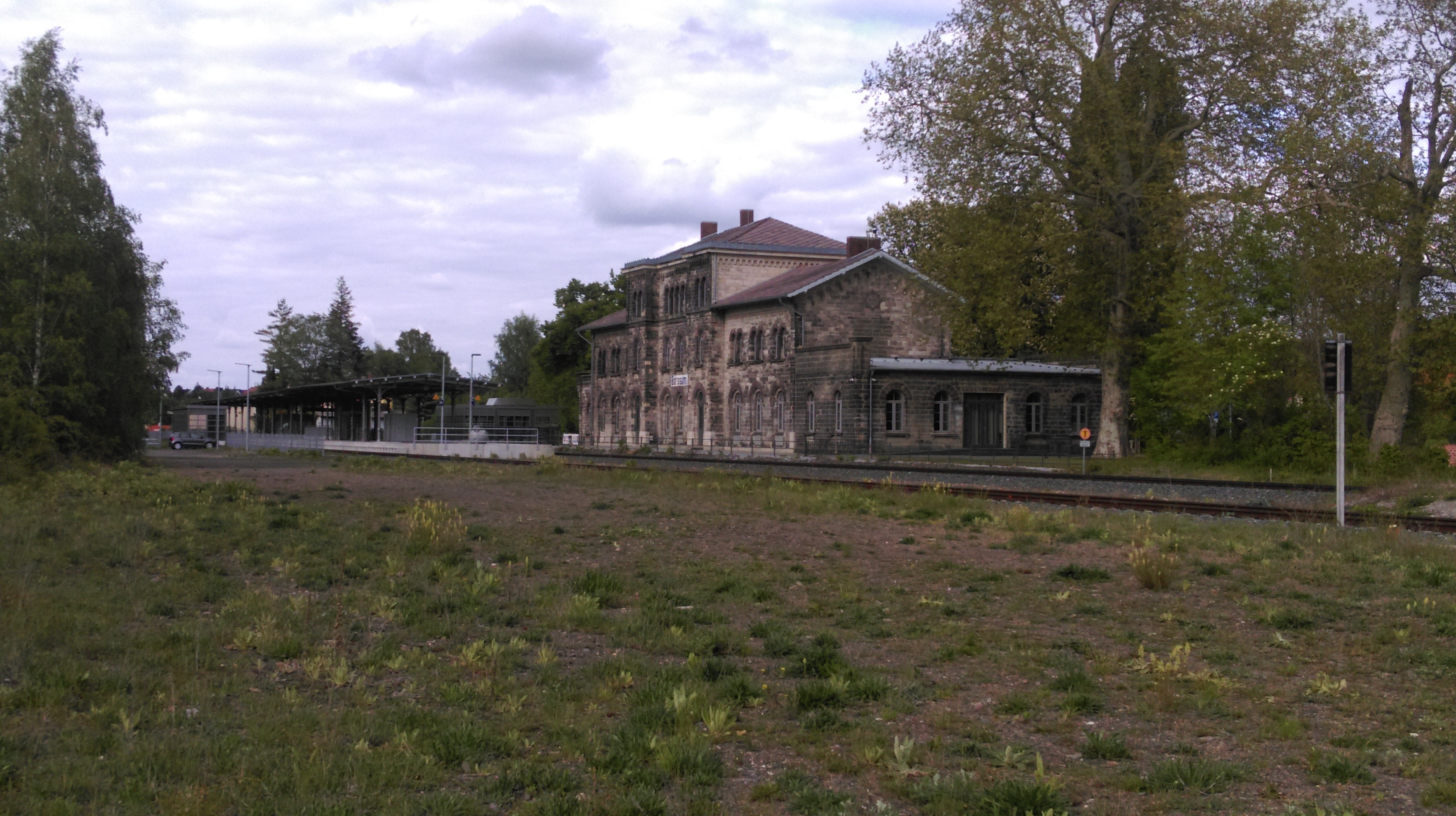
Haltepunkt Börßum mit modernisiertem Mittelbahnsteig (2020)

Im Jahr 2014 beschloss die niedersächsische Landesregierung ein rund 150 Millionen Euro hohes Investitionskontigent für die Sanierung von Bahnhöfen im Sinne der Barrierefreiheit im ganzen Bundesland. Auch der Bahnhof Börßum wurde mit einer anfänglichen Fördersumme von 2,522 Millionen Euro in das Programm einbezogen.
Der Bahnhof Börßum wurde bis 2018 mit einer Investitionssumme von über 5,6 Millionen Euro, gestützt durch das Investitionskontigent des Landes Niedersachsen, dem Zukunftsinvestitionsprogramm DB Station&Service (kurz ZIP) des Bundes und Mitteln des Regionalverbands Großraum Braunschweig, mit dem Ziel der Barrierefreiheit saniert. Der Mittelbahnsteig wurde mit einer Höhe von 55 Zentimetern und 140 Metern Länge neu errichtet und mit einem taktilen Leitsystem versehen. Das denkmalgeschützte historische Bahnsteigdach wurde unter behördlicher Absprache an den neuen Bahnsteig angepasst.
Die Fußgängerunterführung wurde neu erstellt und ein Aufzug zum Mittelbahnsteig errichtet. Zusätzlich wurde die Unterführung nach Westen verlängert und ein weiterer Ausgang geschaffen, um eine geplante Park and Ride-Fläche zu erschließen. Ebenfalls wurden die Wartebereiche erneuert und Dynamische Schriftanzeiger installiert.
Am 12. Juni 2020 wurde der neu gestaltete Bahnhofsvorplatz als Mobilitätszentrum dem Verkehr übergeben. Es entstanden dort ein Busterminal mit Wendeschleife für Gelenkbusse, eine Fahrrad-Park-Station, eine Elektroladestation für Pkws und neue Autostellplätze. Der Bahnhof selber wurde barrierefrei ausgestaltet.

## Verbindungen
Der Haltepunkt Börßum wird von den Linien RB 42/43 (Braunschweig Hbf–Vienenburg–Bad Harzburg/Goslar) bedient.
Der westliche Bahnhofsteil ist heute eine eigene Betriebsstelle an der Strecke nach Salzgitter-Bad, die von der Tourismus und Warnetalbahn GmbH betrieben und nur noch von Museumszügen befahren wird.
| Linie                    | Strecke                                                                                              | Taktfrequenz | EVU   |
| ------------------------ | --- | ------------ | ----- |
| RB 42 RB 43              | Braunschweig – Wolfenbüttel – Börßum – Schladen (Harz) – Vienenburg – Bad Harzburg / – Oker – Goslar | Stundentakt  | erixx |
| Stand: 11. Dezember 2022 | |              |       |